# Marcin Sobiech
Marcin Sobiech (ur. 13 września 1988) – polski lekkotleta, specjalizujący się w sprintach i biegach średnich.
Podczas Halowych Mistrzostw Polski seniorów (Spała 2009) zawodnik Polonii Warszawa zdobył brązowy medal w biegu na 400 metrów czym wywalczył sobie prawo występu na Halowych Mistrzostwach Europy w Lekkoatletyce w Turynie jako członek polskiej sztafety 4 x 400 metrów. Ostatecznie jednak trener Józef Lisowski zdecydował się wystawić w zawodach innych zawodników i Sobiech nie miał okazji zaprezentować się turyńskiej publiczności.
Podczas młodzieżowych mistrzostw Europy (Kowno 2009) zajął 7. miejsce na 400 metrów oraz wywalczył złoty medal w sztafecie 4 x 400 metrów uzyskując na pierwszej zmianie czas 45,56.

## Rekordy życiowe
- Bieg na 400 m - 46,49 (2010)
- Bieg na 600 m - 1:18,85 (2008)
- Bieg na 800 m - 1:49,00 (2009)
- Bieg na 400 m (hala) - 47,33 (2009)
- Bieg na 600 m (hala) - 1:19,86 (2009)
- Bieg na 800 m (hala) - 1:49,56 (2009)